# Ulf Öberg
Ulf Christophe Öberg (* 1966 in Stockholm) ist ein schwedischer Jurist. Er ist Richter am Gericht der Europäischen Union.

## Leben und Wirken
Öberg studierte Rechtswissenschaften an der Universität Stockholm, wo er 1991 seinen Abschluss machte. Im folgenden Jahr erwarb er ein Diplôme d’études supérieures spécialisées im Recht des Gemeinsamen Marktes an der Universität Paris 1, 1993 folgte ein Diplom in internationalen Beziehungen am Pariser Institut d’études politiques. Von 1993 bis 1994 absolviert er das schwedische Beamtenausbildungsprogramm und fungierte anschließend als Rechtsberater für europäische Angelegenheiten im schwedischen Außenministerium. Von 1995 bis 2000 arbeitete er als Rechtsreferent am Gerichtshof der Europäischen Gemeinschaften bei Richter Hans Ragnemalm erstmals auf europäischer Ebene. 2000 kehrte er nach Schweden zurück und schlug an der Universität Stockholm zunächst eine akademische Laufbahn ein, bevor 2006 eine eigene Anwaltskanzlei gründete und bis 2016 betrieb.
Am 19. September 2016 wurde Öberg zum Richter am Gericht der Europäischen Union ernannt, wo er seitdem tätig ist.

## Trivia
Da der schwedische Sozialversicherungsträger Öbergs erste Zeit im Dienst der Europäischen Gemeinschaft nicht anerkennen wollte, trat Öberg lange bevor er selbst europäischer Richter 2004 wurde selbst als Kläger auf und bekam Recht. Der Europäische Gerichtshof entschied, dass bei der Berechnung von Mindestzeiten die Zeit berücksichtigt werden muss, in der ein Arbeitnehmer dem Gemeinsamen Krankenfürsorgesystem der Europäischen Gemeinschaften angeschlossen war.